# Il mio amore eri tu
Il mio amore eri tu (Suzy) è un film del 1936 diretto da George Fitzmaurice.  Il film è stato parzialmente scritto da Dorothy Parker, basato su un romanzo di Herbert Gorman. La canzone nominata all'Oscar per Suzy, "Did I Remember?", è stata cantata da Virginia Verrill (non accreditata) che aveva anche cantato per la Harlow in Tentazione Bionda (1935).

## Trama
Nel 1915, la showgirl americana Suzanne Trent è a Londra, sperando di incontrare e sposare un uomo con i soldi. Dice alla sua amica Maisie che può affascinare qualsiasi uomo scelga e indurlo a sposarla, e in seguito imparare ad amarlo.
Mette gli occhi su Terry Moore, un irlandese che vede in una Rolls-Royce presa in prestito. Presto scopre che non è ricco, ma ha un lavoro rispettabile e buone prospettive, essendo un ingegnere, inventore e pilota. Si innamorano rapidamente e si sposano. Ma poi si imbattono in un complotto tedesco, e suo marito viene ucciso da una donna misteriosa, che poi fugge. La padrona di casa arriva pochi istanti dopo e chiama istericamente la polizia, accusando Suzy di omicidio. Anche Suzy fugge dalla scena, e quindi non si accorge che Terry è ancora vivo.
Maisie si è trasferita nel frattempo a Parigi, e Suzy la raggiunge, prendendo un lavoro nello stesso cabaret poco prima dell'inizio della prima guerra mondiale.
Pensando di essere vedova, Suzy ha il cuore spezzato, fino a quando non incontra il famoso asso dell'aviazione francese André Charville al cabaret. Si innamorano rapidamente e si sposano. Il padre aristocratico di André, il barone Edward Charville, accoglie Suzy nella casa di famiglia, ma è preoccupato per la storia d'amore e il matrimonio perché André ha avuto molte relazioni di breve durata con le donne. Dopo che André viene richiamato al fronte, Suzy lega con il vecchio, inventando anche lettere di André che finge di leggergli.
La preoccupazione del barone era giustificata: quando Andre torna brevemente a Parigi, è più interessato a socializzare con i suoi compagni piloti – e le loro fidanzate – piuttosto che cogliere l'occasione per vedere la moglie di cui non ha nemmeno parlato loro. Il Barone lo copre, ma si assicura che André e Suzy si incontrino per qualche minuto prima che questi torni al fronte.
In seguito André è ferito in azione e Suzy va a confortarlo. Lì è scioccata nell'incontrare Terry, che sta consegnando allo squadrone di Andre nuovi caccia britannici che ha contribuito a progettare. Spiega a Terry cosa è successo, ma gli dice che ora ama André. Terry è infuriato con lei per non aver detto ad André che era già sposata con lui, e per essere scappata. Presume che lei non lo abbia mai amato.
Suzy va in ospedale da André per dirgli la verità e ha un altro shock, trovandolo in una posizione compromettente con una donna. Incapace di pensare chiaramente, torna a casa a Parigi. Qui per caso su una rivista trova una foto di André con la donna e improvvisamente la riconosce per colei che ha sparato a Terry anni prima. Il suo nome è Diane Eyrelle, e si è "presa cura" di André durante la sua guarigione. Ovviamente, lei in realtà lo sta spiando. Suzy torna alla base aerea e racconta a Terry ciò che ha scoperto. Lui è dubbioso, ma accetta di indagare. Suzy sottolinea che, poiché André è un personaggio pubblico, per motivi morali dovrebbero cercare di evitare di danneggiare la sua reputazione. Affrontano André per primo, ma Diane li sente e, mentre i quattro discutono, il suo scagnozzo entra e spara ad André.
André stava per tornare in servizio attivo e avrebbe dovuto decollare quella mattina presto per una missione pericolosa. Terry dice che può andare a prendere un medico oppure volare in sua vece, ma non ha tempo per fare entrambe le cose. André lo incoraggia a volare per la missione al suo posto.
Terry si vendica, uccidendo Diane e il suo scagnozzo mitragliando la loro auto in fuga su una strada di campagna, poi abbattendo i combattenti tedeschi destinati a tendere un'imboscata ad André. Al ritorno passa deliberatamente oltre l'aeroporto e si schianta contro un albero di fronte alla casa di André, dove quest'ultimo ora giace morto. Suzy e Terry spostano il suo corpo in modo che sembri che sia lui ad aver compiuto la missione e che sia poi morto nello schianto.
Al funerale che segue, anche un aviatore tedesco in volo lascia cadere un mazzo di fiori in segno di stima per il pilota André Charville.
A Terry viene chiesto di scortare la vedova dell'asso a Parigi.